# إد ماكنالي
إد ماكنالي هو لاعب كرة قدم كندي في مركز الوسط، ولد في 7 أكتوبر 1962 في غلاسكو في المملكة المتحدة. لعب مع Ottawa Intrepid ‏.

## وصلات خارجية
- إد ماكنالي على موقع ناشيونال فوتبول تيمز (الإنجليزية)